# Mirmecòfita

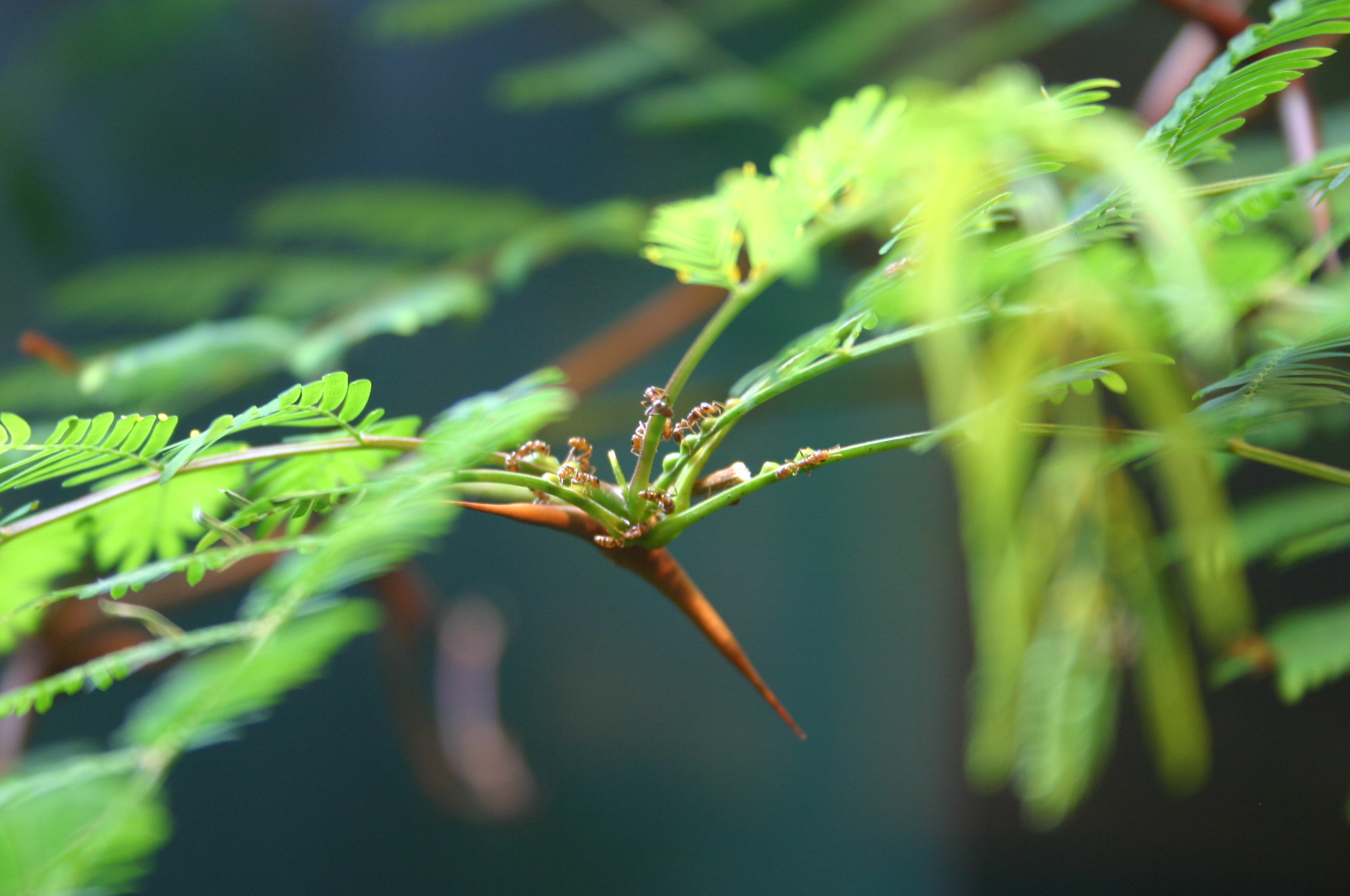
Formigues en una Acacia.

Mirmecòfita (derivat del grec: traduït literalment significa "formiga-planta") és una planta que viu en associació de mutualisme amb una colònia de formigues. hi ha uns 100 gèneres diferents de plantes mirmecòfites. aquestes plantes tenen adaptacions estructurals que proporcionen les formigues aliment i/o protecció. Aquestes estructures inclouen la domatia, els cossos alimentaris i els nectaris extraflorals. En intercanvi per l'aliment i la protecció, les formigues ajuden la mirmecòfita en la pol·linització, la dispersió de les llavors, la recollida dels nutrients essencials i/o la defensa. Específicament, la domatia adaptada a les formigues es pot anomenar mirmecodomatia.

## Mutualisme
Les mirmecòfites comparteixen una relació mutualística amb les formigues, que beneficien a les dues parts. Aquesta associació pot ser facultativa o obligada.

### Mutualisme obligat
En el mutualisme obligat els dos organismes implicats són interdependents i no poden sobreviure un sense l'altre. Un exemple és en el gènere de plantes Macaranga. que normalment interaccionen amb formigues del gènere Crematogaster.

### Mutualisme facultatiu
En el mutualisme facultatiu la supervivència dels dos organismes no depèn de la interacció. El mutualisme facultatiu sovint ocorre en plantes que tenen nectaris extraflorals però amb cap altra estructura especialitzada per a les formigues. Aquest tipus facultatiu també es pot desenvolupar amb plantes no natives i les formigues.

## Adaptacions estructurals de les mirmecòfites

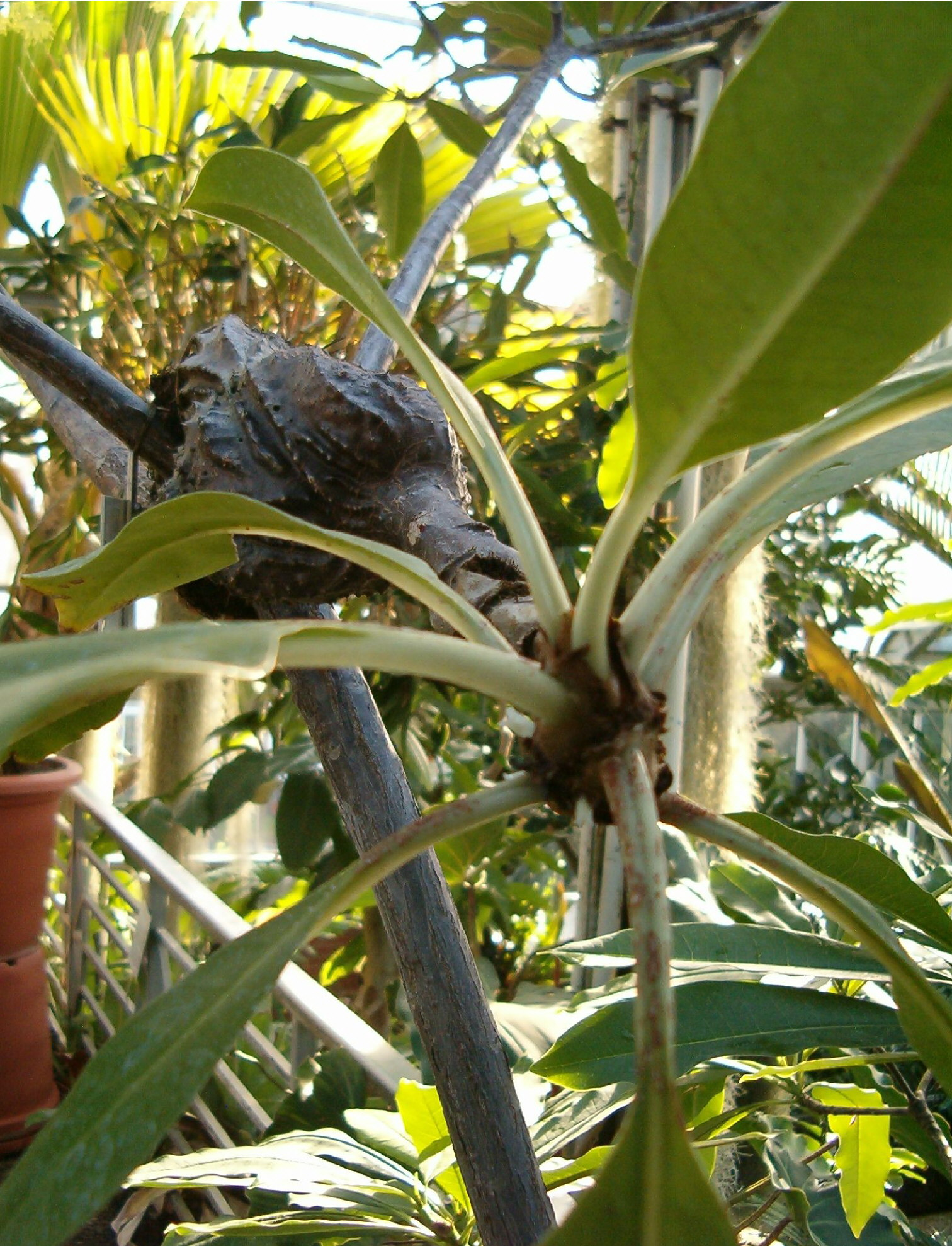
Tubercle sobre Myrmecodia tuberosa.

### Domatia
La Domatia (del llatí: Domus = casa) són estructures internes de les plantes que apareixen com específicament adaptades perquè hi habitin les formigues. Són cavitats que es troben principalment a les tiges de les plantes i a les seves espines. molts gèneres de plantes ofereixen la domatia. Les plantes del gènere Acacia en són un exemple ben conegut amb mutualisme obligat. Les acàcies tenen grans espines que les formigues excaven per a viure-hi. Les formigues així reaccionen agresivament davant dels herbívors que intenten menjar-seles acàcies.
La domatia també es pot donar en els tubercles. La família Rubiaceae conté els gènere Myrmecodia amb tubercles habitats per les formigues.

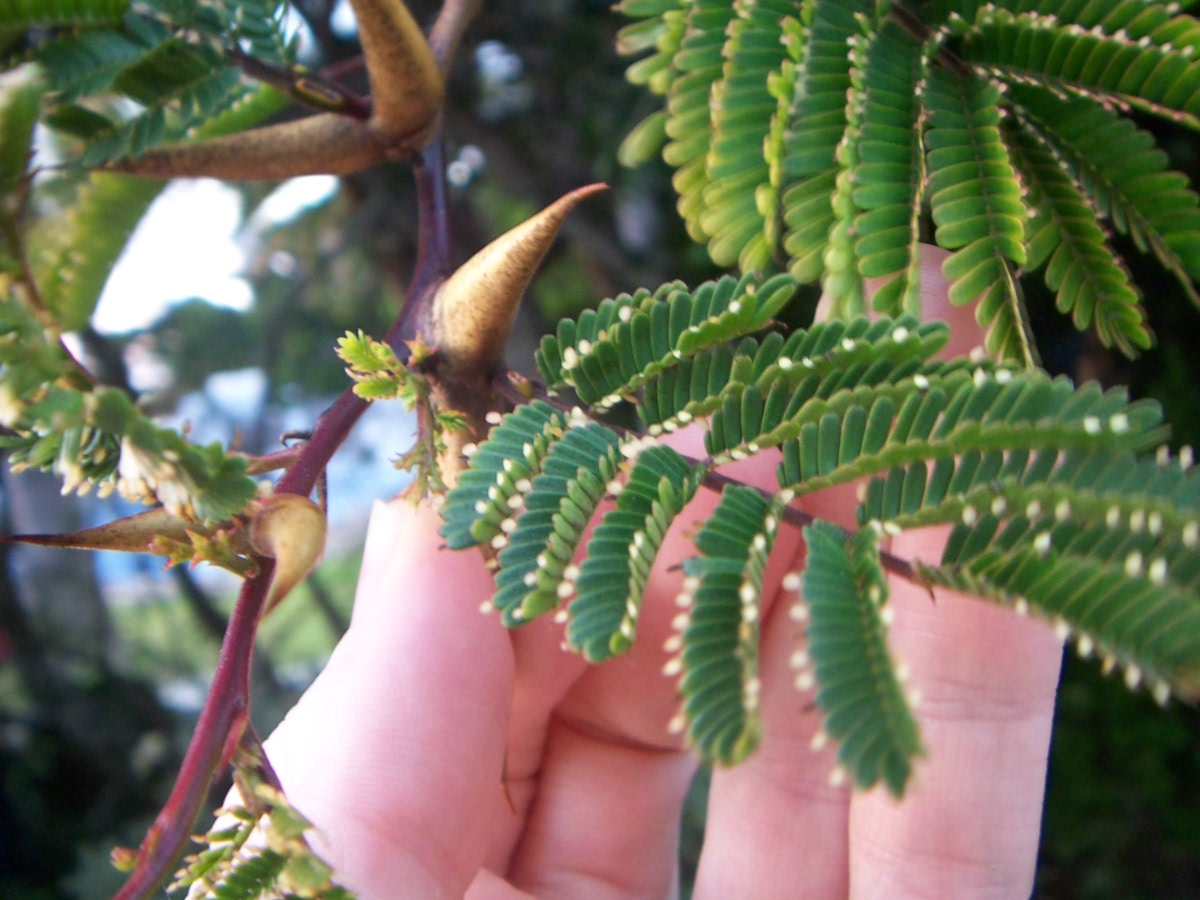
Espines d'Acacia.

### Cossos alimentaris
Algunes plantes produeixen cossos alimentaris per a ser usats per altres organismes, són petites estructures epidèrmiques que contenen una gran varietat de nutrients. Els cossos alimentaris s'identifiquen pel seu principal nutrient que contenen i pel gènere de planta que els produeixen. En les acàcies aquests cossos són tics en proteïna.

### Nectaris extraflorals
Els nectaris extraflorals són glàndules que produeixen sucres fora de les estructures florals de les plantes. Normalment aquests nectaris es troben en les fulles, tiges i brots. En Acacia collinsii, els nctaris extraflorals estan modificats per atraure només els socis de la simbiosi.